# Comitato di Verőce
Il comitato di Verőce (in ungherese Verőce vármegye, in croato Virovitička županija) è stato un antico comitato del Regno d'Ungheria situato nell'odierna Croazia. Il comitato apparteneva al regno autonomo di Croazia e Slavonia; il suo capoluogo era la città di Eszék, oggi nota col nome croato di Osijek.

## Geografia fisica
Il comitato di Verőce confinava con i comitati di Somogy, Baranya, Bács-Bodrog, Sirmia, Pozsega e Belovár-Kőrös (gli ultimi tre facenti parte della Croazia-Slavonia). Il territorio del comitato era delimitato a nord dal fiume Drava, che formava anche il confine con l'Ungheria in senso proprio.

## Storia
Anticamente il capoluogo del comitato era l'omonima città di Verőce (l'attuale Virovitica), da cui aveva tratto il nome. In seguito alla prima guerra mondiale il comitato fu sciolto e col Trattato del Trianon (1920) passò al Regno dei Serbi, Croati e Sloveni (poi trasformatosi in Regno di Jugoslavia). Dal 1991, anno della dissoluzione della Jugoslavia, il territorio dell'antico comitato fa parte della Croazia (contee di Virovitica-Podravina e Osijek-Baranja).